# Ɔ̃̂
Ɔ̃̂ (minuscule : ɔ̃̂), appelé O ouvert tilde accent circonflexe, est une lettre latine utilisée dans l’orthographe standardisée des langues du Congo-Kinshasa dont le ngbaka minangende, et utilisée dans l’écriture du lyélé au Burkina Faso.
Elle est formée de la lettre O ouvert avec un tilde suscrit et un accent circonflexe.

## Utilisation
En ngbaka minangende, le ‹ ɔ̃̂ › est utilisé dans les ouvrages linguistiques pour représenter la voyelle /ɔ/ nasalisée avec un ton tombant ; la nasalisation est indiquée à l’aide du tilde, et le ton est indiqué à l’aide de l’accent circonflexe. Dans l’orthographe, le ton est habituellement indiqué uniquement lorsqu’il y a ambiguïté.

## Représentations informatiques
Le O ouvert tilde accent circonflexe peut être représenté avec les caractères Unicode suivants : 
- décomposé (supplément latin-1, alphabet phonétique international, diacritiques)[1],[2],[3] :

| formes    | représentations | chaînes de caractères | points de code       | descriptions                                                                      |
| --------- | --------------- | --------------------- | -------------------- | --------------------------------------------------------------------------------- |
| capitale  | Ɔ̃̂               | Ɔ◌̃◌̂                   | U+0186 U+0303 U+0302 | lettre majuscule latine o ouvert diacritique tilde diacritique accent circonflexe |
| minuscule | ɔ̃̂               | ɔ◌̃◌̂                   | U+0254 U+0303 U+0302 | lettre minuscule latine o ouvert diacritique tilde diacritique accent circonflexe |